# 河野恕斎
河野 恕斎（こうの じょさい、寛保2年（1742年） – 安永8年2月9日（1779年3月26日））は、江戸時代中期の日本の儒学者・漢詩人である。儒者として肥前蓮池藩に仕えた。
名を子龍、字は伯潜。恕斎と号した。通称 忠右衛門。京都の人。

## 略伝
肥前蓮池藩の儒官岡白駒の子。岡氏は旧姓が河野であったので白駒は恕斎をその旧姓に復させた。四、五歳で読み書きを覚え、十歳で詩文を作り神童と称された。学統ははじめ父岡白駒と同じく古注学を宗としたが、後に朱子学に転向した。長じて備前蓮池藩に仕えた。恕斎は賈誼・陸賈の人となりを敬慕しており「儒者は経世済民・治国泰平の為に行動する」ことを標榜していたことから、藩主鍋島直寛に「弊を救う五策」を建白した。このことが藩主の意に叶い、気に入られ大坂の居留守を命ぜられる。
大坂では混沌詩社に参加。妻の野村氏ともに客好きでよく自宅に人を呼んで自慢の料理を振る舞って詩会を行った。また書を好み、夫婦で古法帖を臨模し表装・製本をよく行っていたという。社友の曽之唯が編集した『野史詠』（天明6年）に恕斎の漢詩が掲載されている。妻に先立たれ恕斎も僅か37歳で没した。墓所は光明寺（大阪市）。

## 著作
- 『洪範孔伝弁正』一巻
- 『国語韋注補正』二巻
- 『韓非子解』三巻
- 『格物余録』十巻
- 『儒臣伝』
- 『功臣伝』各二巻
- 『享箒集』六巻